# Esteglal Teheran
Esteglal (perz. استقلال, dosl. nezavisnost) je iranski nogometni klub iz Teherana. Osnovan je 20. rujna 1945. godine kao Dočarhe Savaran (perz. دوچرخه سواران, dosl. Biciklisti).
Glavno igralište mu je Stadion Azadi koji prima 90.000 gledatelja, a do 1971. godine koristio je Stadion Šahid Širudi.
Sudjeluje u iranskoj prvoj nogometnoj ligi, sedmerostruki je državni prvak, te šesterostruki osvajač kupa.
Najveći gradski i državni rival mu je Persepolis Teheran.

## Vanjske poveznice
- (perz.) Službene klupske stranice  Arhivirana inačica izvorne stranice od 28. lipnja 2011. (Wayback Machine)
- (engl.) Statistike iranske profesionalne lige